# Angiostrongylus vasorum
Angiostrongylus vasorum, také známý jako francouzská dirofilárie, je druh parazitické hlístice z čeledi Metastrongylidae. Způsobuje onemocnění angiostrongylózu psů. Nemá zoonotický potenciál, to znamená, že není přenosný na člověka.
O biologii tohoto druhu není mnoho známo.

## Popis
Tato hlístice je malá a má narůžovělou barvu. Délka dospělce je 14,0–20,5 mm. Šířka dospělce je 0,170–0,306 mm.
Samice mají zakončení ve tvaru bradky.

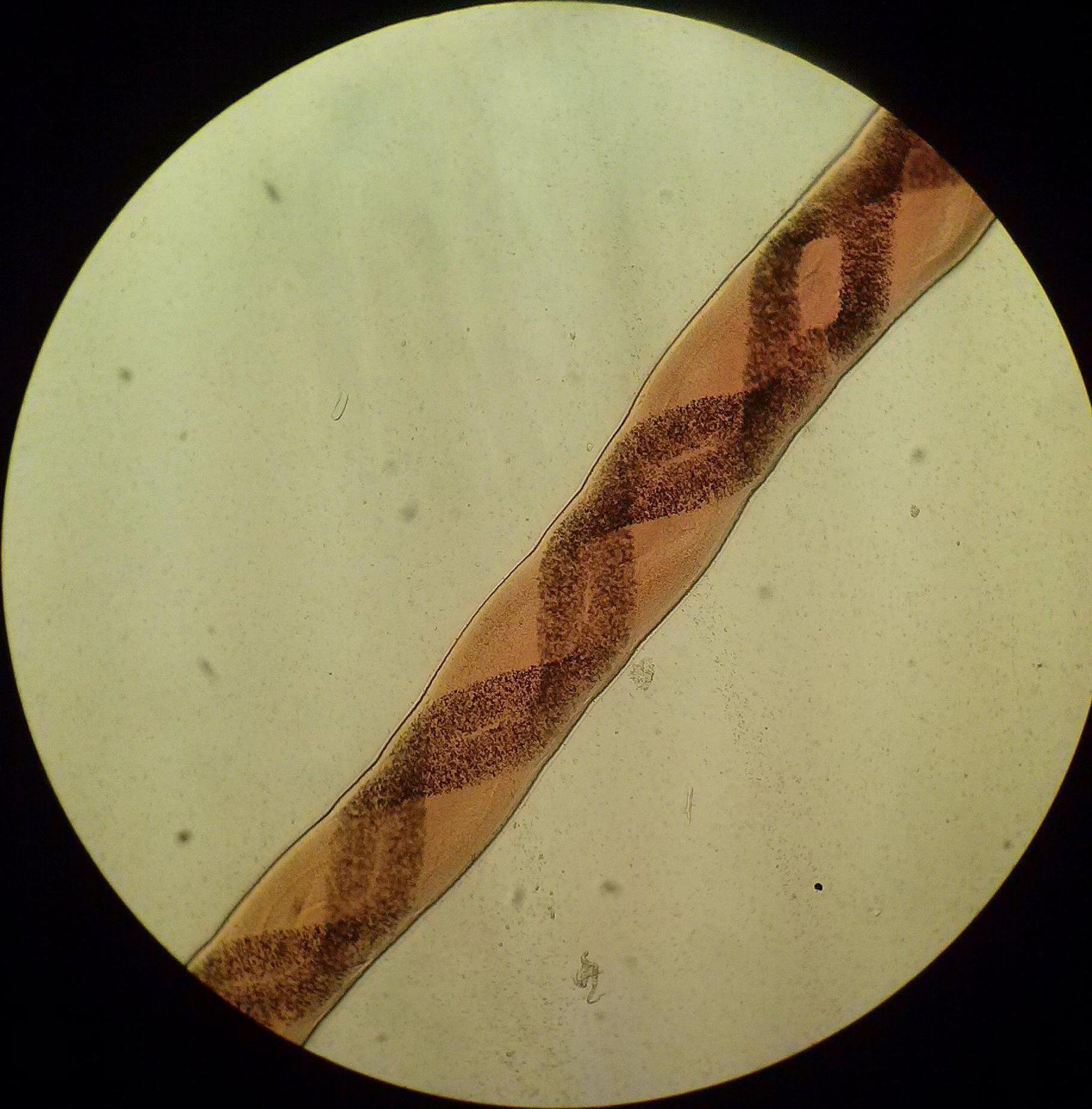
Tělo samice Angiostrongylus vasorum, detail bílých genitálních pramenů omotaných kolem trávicího traktu

Životní cyklus začíná, když jsou larvy L3 požity definitivním hostitelem, především liškou nebo psem. Mezihostiteli obsahujícími larvy L3 jsou měkkýši, popř. mohou být larvy L3 vyloučeny v infikovaném slizu slimáků či hlemýžďů. Další možností infekce je pozření paratenického hostitele – žáby. Larvy L3 migrují do mezenteriálních lymfatických uzlin a dále se mění na larvy L4 a L5. Larvy L5 migrují portálním oběhem do jater a dospělci končí v plicní tepně nebo v dutinách pravé poloviny srdce.
Dospělci se pak páří a produkují vajíčka. Vajíčka se z krevního oběhu zachycují v alveolárních kapilárách plic a líhnou se z nich larvy L1. Larvy L1 se provrtávají plicními sklípky a jsou potom vykašlávány a spolknuty. Larvy L1 jsou proto přenášeny ve výkalech infikovaných šelem.
Larvy L1 infikují mezihostitele (především slimáky a hlemýždě) tím, že proniknou ústním otvorem měkkýše a vyvinou se v něm do larvy L3 stádia.
Dospělí červi mohou žít 2 roky. Prepatentní perioda je 6–10 týdnů.

## Patologie a diagnostika
Patologický efekt vyvolávají jak dospělci, tak vajíčka i larvální stádia.
Jedním z klinických příznaků jsou kardiorespirační příznaky. Chronický kašel, nesnášenlivost fyzické zátěže, dušnost a tachypnoe u mladých psů je způsobena ucpáním krevních cév dospělci, vajíčky a larvami.
Parazit také způsobuje koagulopatie, tj. poruchy srážení krve. Hematomy a prodloužené časy krvácení jsou důsledkem trombocytopenie. Srážecí faktory V a VIII jsou také sníženy. Dalším diagnostickým příznakem je hypochromní anémie, která je způsobena parazitem, tak že tento ovlivňuje produkci hemoglobinu.
Angiostrongylus vasorum může také způsobit neurologická poškození. Ty se projevují jako ataxie, paréza, ztráta zraku, změny chování a záchvaty. Všechny tyto příznaky jsou přímým důsledkem krvácení do centrální nervové soustavy.
Diagnóza se provádí kombinací klinických příznaků a testů.
Zobrazovací metody (např. RTG) mohou prokázat léze v periferních lalocích plic. V krevních testech jsou častými nálezy – eozinofilie, prodloužení časů krevní srážlivosti, hypochromní anémie. Méně často lze biochemickým vyšetřením séra/plazmy zjistit zvýšenou koncentraci vápníku, tzv. hyperdalcémii. Ta souvisí s rozvojem granulomatózních zánětů a produkcí enzymu α-1-hydroxylázy makrofágy. K přímému průkazu původce lze užít koprologické vyšetření stolice pomocí Baermanovy metody. Toto stanovení je však limitováno nepravidelným vylučováním vajíček dospělci a také dlouhou prepatentní periodou. Tento test je však výrazně citlivější než metody užívající vyšetření roztěru stolice na podložním sklíčku (např. metoda dle Cato). I tak je naprosto nezbytné test provést opakovaně, protože se tak snižuje riziko falešně negativního výsledku. I přes opakovaně negativní výsledek testu nelze v případě zaznamenání dalších příznaků klinických, zobrazovacích a laboratorních metod hodnotit výsledek jako definitivně negativní. Dalšími přímými testy, které lze užít jsou krevní vyšetření pomocí Knottova testu nebo stanovení antigenu. Nepřímo lze z krve stanovit titr protilátek.
Definitivním způsobem potvrzení diagnózy je nález při pitvě. Nálezem jsou plicní léze (skvrnité plíce v důsledku krvácení). Časté jsou podkožní hematomy a zvětšené krevní cévy. Dalším příznakem je endokarditida pravé strany srdce a trikuspidální chlopně.

## Hostitelé
Přirozenými mezihostiteli Angiostrongylus vasorum jsou suchozemští suchozemští a sladkovodní plži. Angiostrongylus vasorum vykazuje vůči mezihostitelům malou hostitelskou specifitu.
- plzák černý (Arion ater) – přirozený hostitel[3]

Přirozenými definitivními hostiteli jsou psi domácí a různí další masožravci zahrnující:
- liška obecná (Vulpes vulpes)[7]
- pes pampový (Pseudalopex gymnocerus)
- pes šedý (Pseudalopex vetulus)
- maikong (Dusicyon thous)
- vlk obecný (Canis lupus)
- kojot prérijní  (Canis latrans)
- fenek (Fennecus zerda)[3]
- jezevec lesní (Meles meles)[8]

Dospělci Angiostrongylus vasorum se vyskytují v pravé srdeční komoře a v plicní tepně. Invaze tímto parazitem může být pro psy potenciálně smrtelná.
Přirozenými paratenickými hostiteli mohou být žáby, ještěrky, myši, krysy.
Experimentální mezihostitelé Angiostrongylus vasorum zahrnují:
- Biomphalaria glabrata[4]
- Biomphalaria tenagophila[9]

Mezi další známé experimentální hostitele patří:
- slimáci, plzáci: plzák španělský (Arion vulgaris), Arion hortensis, Deroceras reticulatum, slimák pestrý (Limax flavus), Laevicaulis alte.
- suchozemští plži: oblovka žravá (Achatina fulica), plamatka lesní (Arianta arbustorum), Bradybaena podobnostis, páskovka hajní (Cepaea nemoralis), Cochlodina laminata, Eceparypha physana, hlemýžď zahradní (Helix pomatia), hlemýžď kropenatý (Cornu aspersum), Prosopeas javanicum, subulína Subulina octona, jantarka obecná (Succinea putris).
- sladkovodní plži: okružák Biomphalaria pfeifferi, Physa sp.

Experimentální definitivní hostitelé Angiostrongylus vasorum zahrnují:
- šakal (Canis aureus)[3]
- myš nilská (Arvicanthis niloticus)[3]

## Rozšíření
Původní oblastí rozšíření (enzootika) Angiostrongylus vasorum je západní Evropa (Spojené království, Irsko, Francie, Španělsko).
V jihovýchodní Anglii je nakaženo až 23 % lišek. 5 % infikovaných psů je však klinicky zdravých. Existuje korelace mezi vysokým výskytem lišek a výskytem incidence výskytu parazita u domácích psů, což vede k předpokladu, že liška je důležitým rezervoárem tohoto parazita ve volné přírodě.
Mezi další známé oblasti patří
- Evropa: Dánsko,[10] Německo, Itálie, Švýcarsko[7] a Portugalsko[6]
- Afrika: Uganda [7]
- Asie: Turecko a země bývalého SSSR[7]
- Severní Amerika: Kanada (Newfoundland[7]), USA[4]

Larvy první fáze byly nalezeny také v Austrálii, Argentině a Řecku
Oblasti, kde se tento druh vyskytuje, se stále rozšiřují
Výskyt byl hlášen také z Jižní Ameriky: z Brazílie a Kolumbie, ale molekulární analýza odhalila, že Angiostrongylus vasorum z Brazílie má odlišný genotyp. Je tedy možné, že jde o jiný druh v Brazílii a jiný ve zbytku Jižní Ameriky.

## Léčba a prevence
V Evropě je kombinace 10% imidaclopridu s 2,5% moxidectinem schválena pro léčbu a prevenci Angiostrongylus vasorum u psů. K léčbě infikovaných psů by měla být podána jedna dávka. Doporučuje se další veterinární vyšetření 30 dní po ošetření, protože některá zvířata mohou vyžadovat druhé ošetření. V endemických oblastech zabrání měsíční aplikace angiostrongylóze a zjevné infekci Angiostrongylus vasorum.